# El águila y la zorra

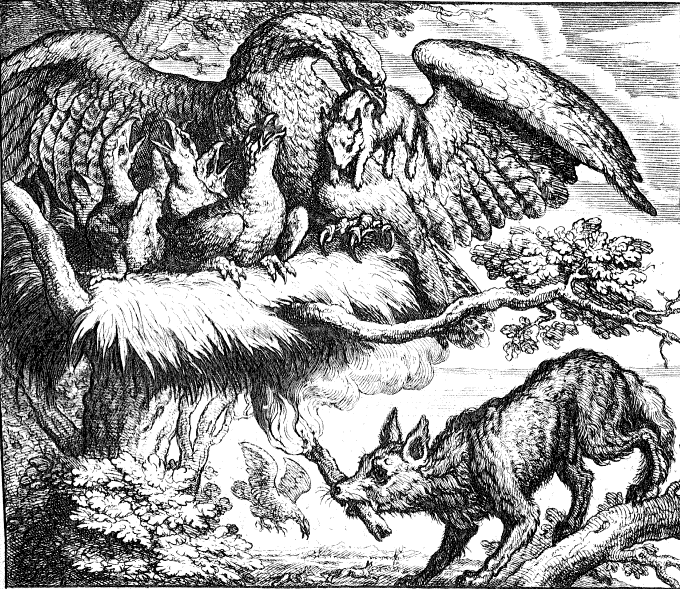
Una ilustración de la fábula hecha por Francis Barlow, 1687.

El águila y la zorra (en griego: Αετός και αλώπηξ) es una fábula que trata sobre la traición y la venganza en la amistad. Contada como una de las fábulas de Esopo, está numerada como la primera en el Perry Index. La situación central se refiere a un águila que se apodera de los cachorros de una zorra y se los lleva para alimentar a sus crías. Luego hay finales alternativos a la historia, en uno de los cuales la zorra exige una restitución mientras que en el otro obtiene una retribución por su daño.

## Finales alternativos
La versión latina de la fábula de Fedro está precedida por la afirmación de que los poderosos deben temer la venganza de los humildes a los que hacen daño. En su relato, la madre zorra arranca una rama en llamas de un altar y amenaza con quemar el árbol en el que se ha anidado el águila merodeadora. Temiendo por la seguridad de sus propias crías, el águila devuelve a los cachorros. Esta fue la versión adoptada en las primeras colecciones inglesas de fábulas de Esopo, incluidas las de William Caxton, Francis Barlow, y Samuel Croxall. María de Francia también usó esta historia en su relato anglonormando del siglo XII, con el detalle adicional de que la zorra primero había atado leña alrededor del árbol. Su comentario sobre la situación resalta la inutilidad de apelar a quienes usan la fuerza arbitrariamente: «El rico orgulloso nunca tendrá piedad del pobre por su tono y llanto, pero si el pobre puede vengarse de él, entonces tú verías inclinarse al hombre rico.»
En una versión alternativa, el águila y la zorra son amigas y deciden vivir cerca el uno de la otra. Después de que el águila traiciona su amistad al robar los cachorros de la zorra y los usa para alimentarse junto a sus crías, la zorra reza por venganza. Esto se produce cuando el águila toma la carne de un altar de sacrificios junto a un carbón encendido y prende fuego a su nido. Los polluelos asados caen al pie del árbol, donde son devorados por la zorra. Esta versión es anterior a Esopo, ya que Arquíloco relata cómo la amistad entre los dos es traicionada y la zorra apela a Zeus. En la época de Aristófanes, sin embargo, la historia de la mala alianza entre las dos criaturas se atribuye a Esopo.
Durante el Renacimiento, la fábula fue objeto de dos poemas latinos de Hieronymus Osius, y otro de Gabriele Faerno. En las Fables d’Esope contemporáneas de Gilles Corrozet (1547), como en Fables de Charles Perrault (1697), la propia zorra prende fuego al árbol y se come a los polluelos asados mientras caen. La conclusión de Perrault es que «No hay dolor más grande/inmerecido por un traidor», donde para Pieter de la Court en su Sinryke Fabulen (1685), «Mejor un perro como amigo que enemigo» (beeter en hond ten vriende als ten vyande). La obra holandesa, con sus "explicaciones" actuales, fue traducida al inglés como Fables Moral and Political en 1703. Una década antes, Roger L'Estrange también había grabado la fábula y, con la oración de la zorra en mente, le dio la moraleja, «Dios se reserva el castigo de los gobernadores infieles y opresores, y la reivindicación de su propio culto y altares.»
Había otra variación de la historia en la traducción siríaca del siglo IX atribuida al Sendebar. En este, la oración de la zorra por la retribución se responde cuando la carne del sacrificio robada resulta demasiado caliente para los aguiluchos y se ahogan hasta la muerte.

## El conejo y el águila
Una fábula original de Laurentius Abstemius demuestra el parentesco entre la historia de El águila y la zorra y otra de Esopo sobre El águila y el escarabajo. En la historia de Abstemius, un águila agarra unos conejos jóvenes para alimentar a sus crías y los hace pedazos a pesar de la súplica de misericordia de su madre, pensando que una criatura ligada a la tierra no podría hacerle daño. Pero la madre se entierra debajo del árbol en el que había anidado el águila, de modo que fue derribado por el viento y los polluelos del águila fueron comidos por las fieras. Abstemius luego comenta que «Esta fábula muestra que nadie, confiando en su propio poder, debe despreciar a los más débiles que ellos, ya que a veces los menos poderosos pueden vengarse de los males que les han hecho los más poderosos.»
La moral y el arrogante rechazo de la misericordia son puntos en común con El águila y el escarabajo, mientras que la injuria que se le hace a la cría de un animal del que no se espera venganza porque no puede llevarlo al aire vincula temáticamente la fábula con El águila y la zorra.  Roger L'Estrange lo incluyó en su colección, atribuyéndolo a Abstemius, con la variación de que toda la madriguera de conejos se unió para socavar el árbol. A principios de la época victoriana, esta versión reapareció sin atribución en la compilación Fables: Original and Selected (Londres, 1839).